# William J. Dally

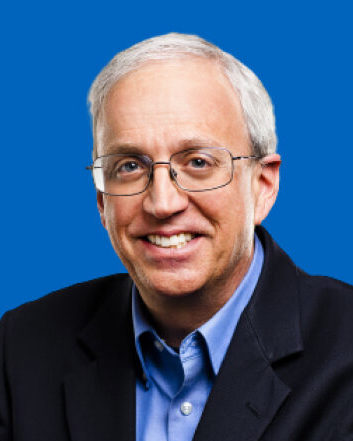
William J. Dally

William James Dally (* 1960) ist ein US-amerikanischer Computer-Konstrukteur. Er ist Professor an der Stanford University.
Dally studierte Elektrotechnik am Virginia Polytechnic Institute mit dem Bachelor-Abschluss, erwarb den Master-Abschluss in Stanford und wurde 1986 am Caltech bei Charles L. Seitz promoviert (A VLSI Architecture for Concurrent Data Structures). Er war Professor am Massachusetts Institute of Technology, bevor er 1997 Professor in Stanford wurde und war dort zeitweise ab 2005 Vorstand der Informatik-Fakultät.
Er befasst sich mit VLSI-Design für Parallelrechner und Digitale Signalprozessoren. Er hält über 70 Patente (2011). Am Caltech entwarf er die MOSSIM Simulation Engine und den Torus Routing Chip (mit Pionierleistungen bei Wormhole Routing und Virtual Channel Flow Control). Am MIT baute er mit seiner Gruppe ab 1988 die J-Machine, einen Parallelrechner, dessen Entwurf auf der Dissertation von Dally basierte. Er basierte auf der Überlegung, dass es billiger ist, viele einfache Prozessoren zu verwenden statt teureren Speicher (das J steht für Jellybean, eine billige Süßigkeit), wenn man schnelle Netzwerke (sie verwenden Message Passing) zwischen den Prozessoren verwendet. Es wurden drei J-Machines gebaut, jeweils mit 1024 Prozessorknoten (am MIT, Argonne National Laboratory, Caltech). Der J-Machine folgte ab 1998 in Stanford, wohin er inzwischen gegangen war, die M-Machine.
Er war auch am Entwurf des 32-bit Mikroprozessors BELLMAC32 der Bell Laboratories beteiligt und entwarf den MARS Hardware Accelerator.
Dally arbeitete mit verschiedenen Computerfirmen zusammen, so Cray Research seit 1989 und Velio Communications, deren Chief Technology Officer er 1999 bis zu deren Übernahme 2003 durch LSI Logic war. Er war 2004 Gründer von Stream Processors Inc. in Sunnyvale, die bis 2009 bestanden und Digitale Signalprozessoren entwarfen. 2009 wurde er leitender Wissenschaftler bei Nvidia.
Im Jahre 2000 erhielt er den Maurice Wilkes Award der ACM, 2010 den Eckert-Mauchly Award und 2004 den Seymour Cray Award. Er ist Mitglied der National Academy of Engineering der American Academy of Arts and Sciences und IEEE Fellow sowie Fellow der Association for Computing Machinery (ACM). 2025 wurde er mit dem Queen Elizabeth Prize for Engineering ausgezeichnet und erhielt die Benjamin Franklin Medal des Franklin Institute.

## Schriften
- mit John W. Poulton Digital Systems Engineering, Cambridge University Press 1998
- mit Curtis Harting Digital Design, a systems approach, Cambridge University Press 2012
- mit Brian Towles Principles and Practice of Interconnection Networks, Morgan Kaufman 2004
- A VLSI Architecture for concurrent data structures, Kluwer 1987